# Bodonema vossi
Bodonema vossi is een rondwormensoort uit de familie van de Bodonematidae. De wetenschappelijke naam van de soort is voor het eerst geldig gepubliceerd in 1991 door Jensen.